# Otdelénie Sadostroi
Otdelénie Sadostroi (en rus: Отделение Садострой) és un poble (un possiólok) de l'óblast de Tambov, a Rússia, segons el cens del 2010 tenia 520 habitants.